# How's It Goin' Down
How's It Goin' Down è un singolo del rapper statunitense DMX, pubblicato nel 1998 ed estratto dall'album It's Dark and Hell Is Hot. Il brano vede la partecipazione della cantante statunitense Faith Evans.

## Tracce
Single Version
Testi e musiche di Damon Blackman, Anthony Fields e Earl Simmons.
1. How's It Goin' Down – 4:09

Album Version
1. How's It Goin' Down (Album Version) – 4:42

## Video musicale
Il videoclip della canzone è stato diretto da Hype Williams ed ha visto partecipare, tra gli altri, Ja Rule, Eve, Drag-On e Irv Gotti.

## Classifiche
| Classifica  | Posizione massima |
| ----------- | ----------------- |
| Stati Uniti | 70                |